# Goldene Fahne

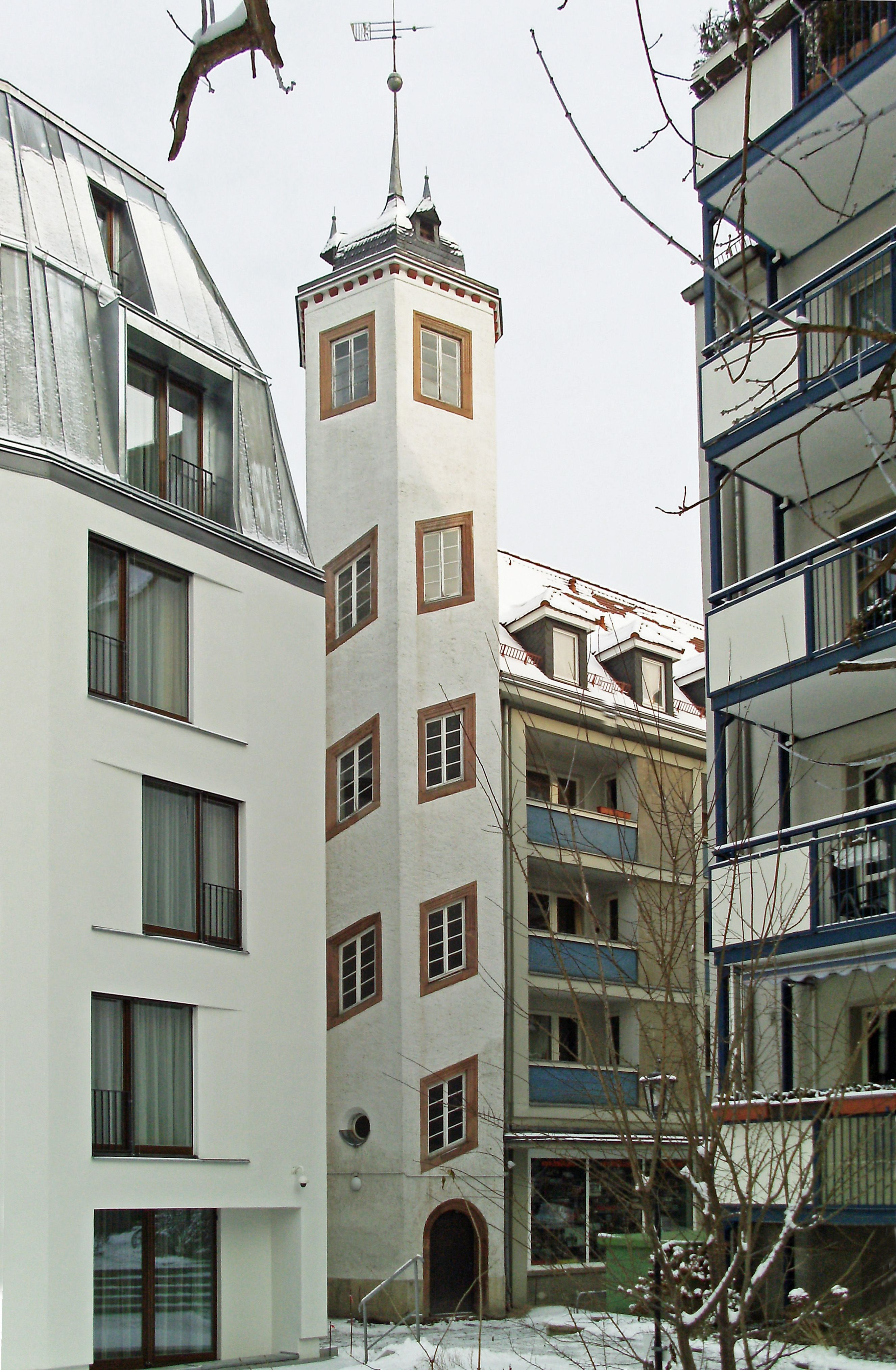
Treppenturm des ehem. Hauses Goldene Fahne (2012)

Die Goldene Fahne war ein Geschäftshaus in Leipzig. Nach seiner Zerstörung im Zweiten Weltkrieg wurde nur sein sechseckiger Treppenturm wiederaufgebaut. Er steht unter Denkmalschutz.

## Geschichte
1570 erbaute der Leipziger Kaufmann, Ratsherr und Bürgermeister Hieronymus Lotter in der Burgstraße für einen seiner Söhne einen Handelshof, der in einer Hofecke einen sechseckigen Treppenturm enthielt. 1667 erwarb den Hof der Kaufmann Friedrich Conrad. 1780 kaufte Christian Wege das Haus aus einer Zwangsversteigerung, baute es teilweise neu auf und brachte dabei wahrscheinlich auf oder an dem Hause ein vergoldetes Fähnchen an. Wohl deshalb wird es im Adressbuch von 1784 erstmals „Zur goldenen Fahne“ genannt, nachdem es bis dahin mit Namen wie „Zum schwarzen Adler“, „die Farbe“ und „die alte Farbe“ bezeichnet worden war.
Nachdem 1867 der Leipziger Geschichtsverein gegründet worden war und er auch mit der Sammlung historisch bedeutsamer Objekte begonnen hatte, wurden diese ab 1870 im Haus Goldene Fahne ausgestellt, bevor die Sammlung 1873 ins Alte Johannishospital umzog.
- Treppenturm der Goldenen Fahne

"Treppenturm
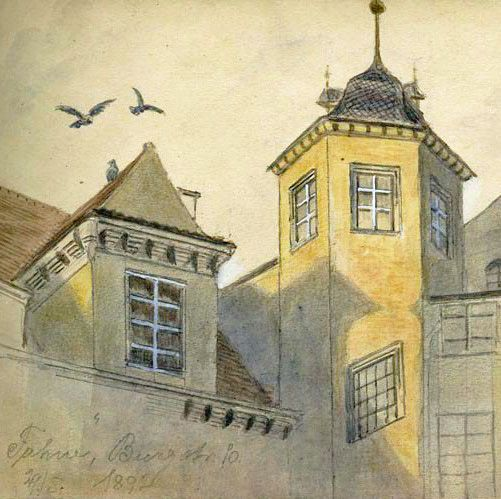
1892
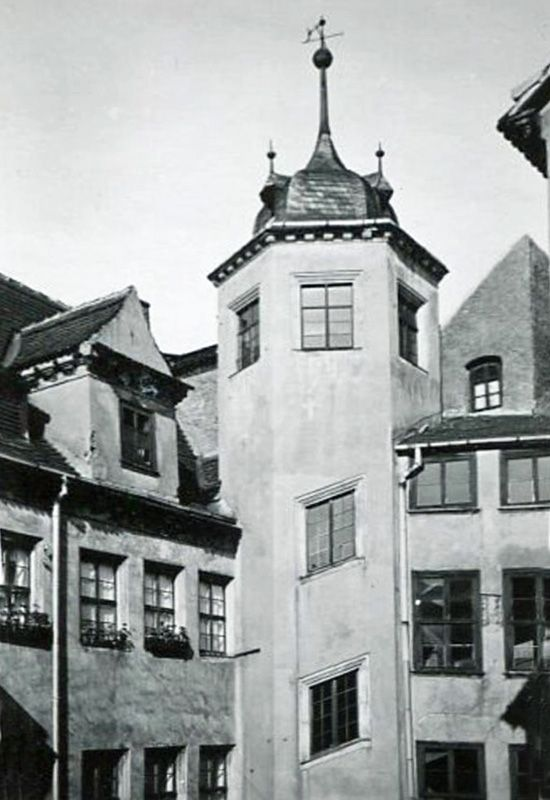
1930
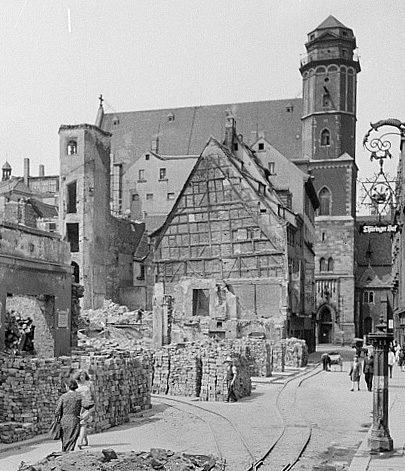
1949
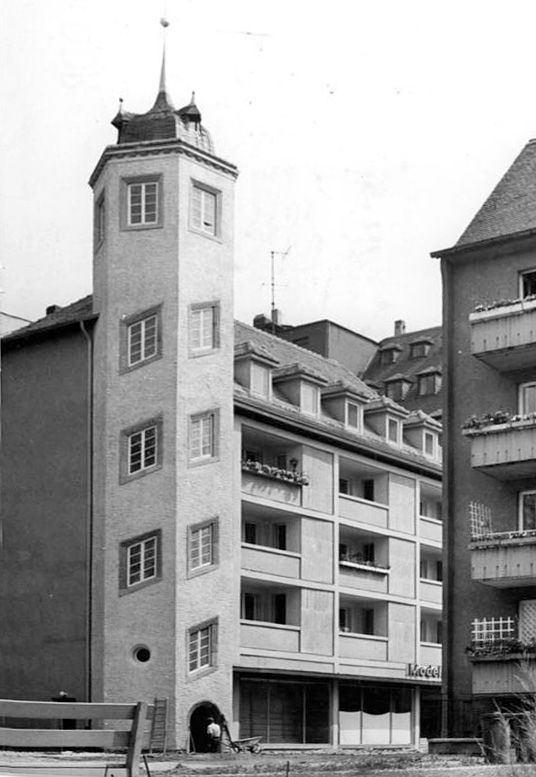
1963

Bei dem Bombenangriff auf Leipzig vom 4. Dezember 1943 wurde die Goldene Fahne weitgehend zerstört, der Korpus des Treppenturmes blieb erhalten. Als von 1960 bis 1963 an der Stelle der Goldenen Fahne ein abgewinkelter Wohnblock errichtet wurde, wurde an seiner Südwestecke als eine ideale Verbindung von Alt und Neu der restaurierte historische Treppenturm mit seinen schrägen Fenstern und seiner Dachhaube mit Spitze einbezogen. Allerdings ist er bis auf einen Zugang zum Dachboden des Hauses mit ihm nicht funktionell verbunden. Architekt des Baus war Frieder Gebhardt. Turm und Wohnhaus wurden Mitte der 1990er-Jahre saniert.
Treppentürme aus der Renaissance existieren in Leipzig nur noch drei, einer in Webers Hof, einer im Königshaus und eben jener der Goldenen Fahne.